# Admira
Admira je žensko osebno ime.

## Izvor imena
Ime Admira je ženska oblika moškega osebnega imena Admir.

## Pogostost imena
Po podatkih Statističnega urada Republike Slovenije je bilo na dan 31. decembra 2007 v Sloveniji število moških oseb z imenom Admira: 77.

## Osebni praznik
Ime Admira bi v koledarju lahko uvrstili k imenu Pacifik, ki goduje 10. julij in 24. septembra.